# Yezoceryx walkleyae
Yezoceryx walkleyae là một loài tò vò trong họ Ichneumonidae.